# Freek Rouwerd
Frederik Willem (Freek) Rouwerd (Den Haag, 31 mei 1912 – Rawicz, 30 april 1944) was een Nederlandse timmerman. Tijdens de Tweede Wereldoorlog was hij geheim agent en werd hij slachtoffer van het Englandspiel.
Rouwerd groeide op in Den Haag. Zijn vader overleed toen hij jong was. Hij werd timmerman, maar omdat er weinig werk was, ging hij in 1937 naar Zuid-Afrika.  Hij trouwde met Miesje en kreeg na drie jaren een zoon. Na vijf jaar in Zuid-Afrika vertrok hij naar het Verenigd Koninkrijk om voor het vaderland te vechten samen met onder meer de neven Willem en Pieter van der Wilden die hij in Pretoria had leren kennen. Ook zij waren bouwvakkers uit Nederland.
In het Verenigd Koninkrijk kwamen de drie mannen bij de Britse geheime dienst SOE. Rouwerd werd marconist en was betrokken bij Plan Holland. Tijdens de training gebruikte hij de naam F.W. Roeleveld, in het veld was hij Ernst en Willem Frederik Roozendaal.
Op 21 maart 1943 schreef hij een afscheidsbrief aan zijn moeder in Den Haag. Deze mocht alleen aan zijn moeder gegeven worden als hij zijn missie niet zou overleven. Hij zou op korte termijn gedropt worden, en dan was de toekomst erg onzeker.
Rouwerd werd op 21 mei 1943 bij Garderen gedropt, meteen gearresteerd en naar Kamp Haaren gebracht. Hij werd op 30 april 1944 in Rawicz geëxecuteerd. De afscheidsbrief werd naar zijn moeder gebracht.

## Eerbetoon
- Hij werd postuum onderscheiden met het Bronzen Kruis.[4]
- Zijn naam staat vermeld op de Erelijst van Gevallenen 1940-1945.[5]